# Friona pistica
Friona pistica là một loài tò vò trong họ Ichneumonidae.